# Пулферо
Пу̀лферо (на италиански: Pulfero; на словенски: Podbonesec, Подбонесец) е село и община в Северна Италия, провинция Удине, автономен регион Фриули-Венеция Джулия. Разположено е на 184 m надморска височина. Населението на общината е 1047 души (към 2010 г.).
В общинската територия се говори и словенският език и той има официален статус на общинско ниво.